# Страсбург (княжество-епископство)
Епископство-княжество Страсбург (нем. Hochstift Straßburg, алем. нем. Fìrschtbischofsìtz Strossburi(g)) — государство в составе Священной Римской империи. Епископы Страсбурга, которые попали под зависимость от герцогства Швабия, получили свободный имперский статус как владельцы епископства-княжества в XIII-м веке. Местонахождение княжества и епархии находилось в Эльзасе, городе Страсбург, а резиденция епископов — в Саверне.
Границы княжества и Страсбургской епархии не совпадали. По границам епархии, основанной в IV веке викарными епископами церковной провинции Майнц, духовная власть епископа распространялась на большую часть северного Эльзаса (Нижний Рейн) и соседние районы на правом берегу Верхнего Рейна.
Епископы были частью коллегии церковных князей при рейхстаге империи. Во время рейхстага в Аугсбурге в 1500 году епископство Страсбург присоединилось к Верхнерейнскому округу. Епископство-княжество было официально упразднено в 1803 году.

## История
Епископство-княжество было создано из территорий епископов в непосредственной близости от Страсбурга, а также Руффаха и долины Брюш, которые они уже получили от королей династии Меровингов, в частности от Дагоберта I в VII веке. Местные епископы также вели религиозную работу в районах Шварцвальда по ту сторону Рейна, где они владели собственностью вокруг Эттенхайма.
Наряду с герцогством Швабия часть территорий страсбургских епископов вошла в состав Восточно-Франкского королевства в IX веке, а позднее в состав королевства Германия под правлением Саксонской династии. Епископ Вернер фон Габсбург, назначенный на должность императором Оттоном III в 1001 году, построил собор Нотр-Дам де Страсбург в романском стиле; он также сыграл важную роль в избрании короля Конрада II в 1024 году. Во время борьбы за инвеституру в XI веке епископы Страсбурга были верными сторонниками салийских императоров. Позже, однако, епископы поддержали папство в его борьбе против императоров из дома Гогенштауфенов, и в 1199 году войска Филиппа Швабского захватили центр епископства.
В XIII веке епископы значительно увеличили свое мирское господство. Их территория в Эльзасе была расширена замками Шато-дю-Бернштейн, Гирбаден и Хох-Барр, а также усадьбами вокруг Эттенхайма и Оберкирха в Ортенау, расположенными между Рейном и Шварцвальдом. В течение многих лет конфликт между епископами и горожанами Страсбурга в союзе с графом Родольфом фон Габсбургом заканчивается поражением епископа Вальтера де Герольдскака в битве при Хаусбергене в 1262 году. Город становится свободным городом империи. С XV века епископы проживали в Саверне.
Во время правления епископа Вильгельма III фон Ханштейна (1506-1541) большая часть населения Страсбурга и его окрестностей стала приверженцами идей протестантизма. В XVII веке часть его территории была присоединена к королевству Франция после Тридцатилетней войны, однако другие территории остались в составе империи. Это разделение позволит епископу во время Французской революции сохранить свой титул на германские владения.
В начале XVII-го века разразился конфликт между католиками и протестантами за контроль над епископством, известный как епископская война (1592-1608). После смерти князя-епископа Иоганна фон Мандершайдта протестантские каноники избрали «администратором» внука курфюрста Бранденбурга Иоганна Георга фон Бранденбурга. В то же время католики в 1604 году назначили епископом Меца кардинала Карла Лотарингского. Он должен был отвоевать свою новую епархию; впервые конфликт был урегулирован с помощью рейхстага в 1593 году, а затем во второй раз по соглашению в Гагенау от 22 ноября 1604 года в пользу Карла Лотарингского.
После Тридцатилетней войны развитие епископства Страсбург была в значительной степени отмечена историей Эльзаса, поэтому с 1648 года можно наблюдать:
- 1648: Вестфальский мир: часть Эльзаса становится территорией Франции;
- 1681: город Страсбург, до того имперский свободный город, был аннексирован французским королем Людовиком XIV.

Епископ Франц Эгон фон Фюрстенберг признал сузеренитет Франции в 1680 году. Решением от 9 августа 1680 года Суверенный собор Эльзаса, находившийся в Бризахе, объединил владения епископства в Нижнем и Верхнем Эльзасе в составе Франции.
В период распада Священной Римской империи 25 февраля 1803 года владения епископа Страсбурга, расположенного на правом берегу Рейна, были секуляризованы и переданы новообразованному Баденскому курфюршеству.

## Территория
Епископство включало в себя:
- на левом берегу Рейна:
  - в Нижнем Эльзасе — бейливики Бенфельд, Дакстен, Кохерсберг, Мюциг, Маркольсайм, Саверн и Ла-Ванзено, а также земли Верхнего Шапитра, или графство Бан во Франкенбурге, состоящие из бейливиков Шатнуа, Эрстен и Берш;
  - в Верхнем Эльзасе — Хау-Мундат-де-Руффак, в состав которого входят превотальные суды Руффак, Сульс и Эгисхайм;
- на правом берегу Рейна:
  - в Брисгау, бейливик Эттенхайм;
  - в Ортенау, бейливик Оберкирх.